# Sons of Anarchy/Episodenliste

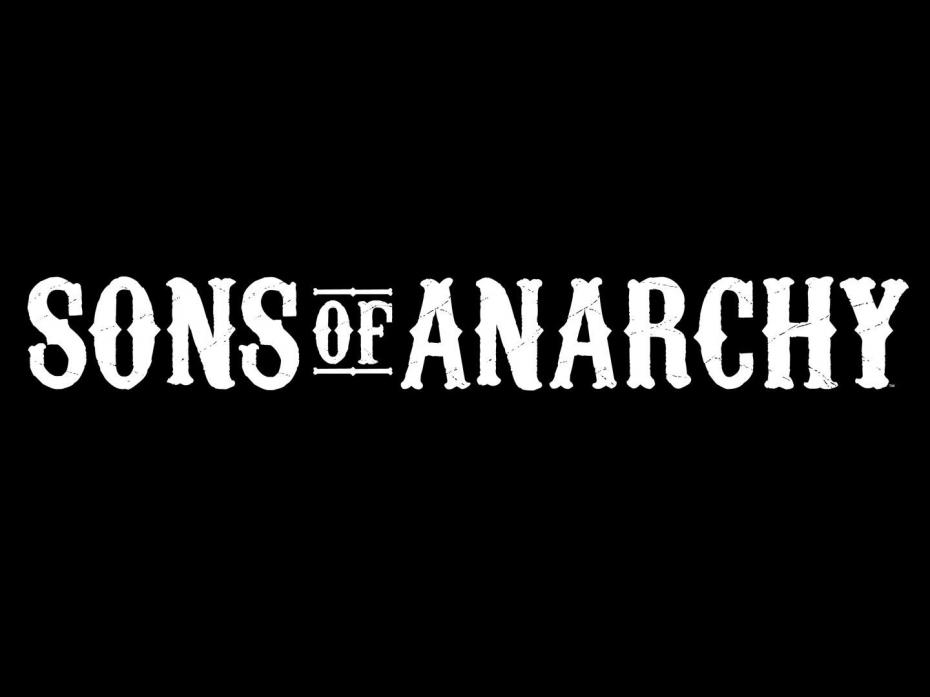
Logo zur Serie

Diese Episodenliste enthält alle Episoden der US-amerikanischen Dramaserie Sons of Anarchy, sortiert nach der US-amerikanischen Erstausstrahlung. Zwischen 2008 und 2014 entstanden in insgesamt sieben Staffeln 92 Episoden mit einer Länge von jeweils etwa 45 Minuten.

## Übersicht
| Staffel | Episodenanzahl | Erstausstrahlung USA | Erstausstrahlung USA | Deutschsprachige Erstausstrahlung | Deutschsprachige Erstausstrahlung |
| Staffel | Episodenanzahl | Staffelpremiere      | Staffelfinale        | Staffelpremiere                   | Staffelfinale                     |
| ------- | -------------- | -------------------- | -------------------- | --------------------------------- | --------------------------------- |
| 1       | 13             | 3. September 2008    | 26. November 2008    | 6. November 2012                  | 18. Dezember 2012                 |
| 2       | 13             | 8. September 2009    | 1. Dezember 2009     | 19. März 2013                     | 30. April 2013                    |
| 3       | 13             | 7. September 2010    | 30. November 2010    | 30. April 2013                    | 11. Juni 2013                     |
| 4       | 14             | 6. September 2011    | 6. Dezember 2011     | 23. April 2014                    | 28. August 2014                   |
| 5       | 13             | 11. September 2012   | 4. Dezember 2012     | 12. September 2014                | 4. Oktober 2014                   |
| 6       | 13             | 10. September 2013   | 10. Dezember 2013    | 13. Februar 2015                  | 1. Mai 2015                       |
| 7       | 13             | 9. September 2014    | 9. Dezember 2014     | 23. Dezember 2015                 | 26. Dezember 2015                 |

## Staffel 1
Die Erstausstrahlung der ersten Staffel war vom 3. September bis zum 26. November 2008 auf dem US-amerikanischen Kabelsender FX zu sehen. Die deutschsprachige Erstausstrahlung sendete der deutsche Free-TV-Sender Kabel eins vom 6. November bis zum 18. Dezember 2012.
| Nr. (ges.) | Nr. (St.) | Deutscher Titel                                              | Originaltitel       | Erstausstrahlung USA | Deutschsprachige Erstausstrahlung (D) | Regie                          | Drehbuch                     |
| --- | --------- | ------------------------------------------------------------ | ------------------- | -------------------- | ------------------------------------- | ------------------------------ | ---------------------------- |
| 1 | 1         | Sam Crowe                                                    | Pilot               | 3. Sep. 2008         | 6. Nov. 2012                          | Allen Coulter & Michael Dinner | Kurt Sutter                  |
| Jax Teller findet alte Aufzeichnungen seines Vaters, die seine Vision des Motorrad-Clubs beschreiben, völlig anders als das, was der Club tatsächlich tut. Seine schwangere Ex-Frau Wendy spritzt sich Speed, was zur Folge hat, dass Jax’ Sohn zehn Wochen zu früh und schwer krank geboren wird. Im Krankenhaus trifft Jax auf seine Ex-Freundin, die Ärztin Tara Knowles. Das Lagerhaus des Clubs fliegt in die Luft, dabei sterben zwei illegale Immigrantinnen aus Mexiko. |           |                                                              |                     |                      |                                       |                                |                              |
| 2 | 2         | Krematorium                                                  | Seeds               | 10. Sep. 2008        | 6. Nov. 2012                          | Charles Haid                   | Kurt Sutter                  |
| Das ATF findet die Leichen der beiden Mexikanerinnen in den Ruinen des Lagerhauses. Der Club muss sich etwas einfallen lassen, um die Leichen verschwinden zu lassen und alle Mitwisser zum Schweigen zu überreden. Jax’ Mutter Gemma bringt Wendy Drogen ins Krankenhaus – die Überdosis überlebt Wendy allerdings. Tara assistiert bei der erfolgreichen Operation von Jax’ und Wendys neugeborenem Sohn Abel. |           |                                                              |                     |                      |                                       |                                |                              |
| 3 | 3         | Kirmes                                                       | Fun Town            | 17. Sep. 2008        | 13. Nov. 2012                         | Stephen Kay                    | Kurt Sutter                  |
| Die Tochter einer angesehenen, sehr reichen Familie verschwindet auf dem Jahrmarkt und wird vergewaltigt. Jax und die Sons of Anarchy suchen den Schuldigen und haben einen Verdacht, wer der Angreifer sein könnte. Als die Sons den Vergewaltiger ausfindig machen, geben sie dem Vater des Mädchens Gelegenheit, blutige Rache zu nehmen. Clay verwandelt die Situation in ein Druckmittel, eine Methode, mit der Jax nicht einverstanden ist. Wendy hat die Entgiftung hinter sich gebracht und ist auf dem Weg der Besserung. Im Krankenhaus zeigt sich Gemma von ihrer harten und ihrer weichen Seite. |           |                                                              |                     |                      |                                       |                                |                              |
| 4 | 4         | Nevada                                                       | Patch Over          | 24. Sep. 2008        | 13. Nov. 2012                         | Paris Barclay                  | James D. Parriott            |
| Die Ankunft eines ATF-Ermittlers in Charming setzt den Club unter Druck. Die Waffen, die übergangsweise im Clubhaus gelagert werden, müssen weg um nicht bei einer Durchsuchung aufzufliegen. Jax fährt mit Bobby nach Nevada, um dort beim Devil's Tribe-Motorradclub ein neues Waffenversteck zu organisieren. Clay folgt ihnen und gliedert den Devil's Tribe Club als neues Chapter in den Sons of Anarchy Motorrad Club ein. |           |                                                              |                     |                      |                                       |                                |                              |
| 5 | 5         | Blütenträume                                                 | Giving Back         | 1. Okt. 2008         | 20. Nov. 2012                         | Tim Hunter                     | Jack LoGiudice               |
| Gemma organisiert die jährliche Benefizveranstaltung, als April, die Ex-Frau des ehemaligen Sons-Mitgliedes Kyle, an sie herantritt und fragt, ob Kyle kommen darf. Kyle hatte Opie nach einer Brandstiftung zurückgelassen, was zu Opies Verhaftung und seinem Rausschmiss aus dem Club führte. Clay lässt die Sons darüber abstimmen und zu seiner Überraschung stimmen die meisten dafür, Kyle den Besuch der Veranstaltung zu gestatten. Außerdem beschäftigen sich die Sons mit Chuck, der ihnen noch Geld für den geboteten Schutz im Gefängnis schuldet. Als er entlassen wird, bringen ihn die Sons ins Clubhaus. Chuck, der verstörenderweise immer anfängt zu masturbieren, wenn er nervös ist, verrät das Versteck seiner Beute. Tara erhält Besuch vom ATF-Ermittler Kohn, der sich im Laufe des Gespräches als ihr Ex-Freund herausstellt. |           |                                                              |                     |                      |                                       |                                |                              |
| 6 | 6         | AK-51                                                        | AK-51               | 8. Okt. 2008         | 20. Nov. 2012                         | Seith Mann                     | Nichole Beattie              |
| Clay und Gemma werden beide verhaftet, Clay, weil er mit einer Gefangenenbefreiung in Verbindung gebracht wird, Gemma, weil sie Cherry aus Eifersucht auf offener Straße mit einem Skateboard niederschlägt. Gemma leidet unter der Tatsache, dass sie in die Wechseljahre kommt. Ein Deal mit Pineys altem Kumpel Nate Meineke endet unglücklich. |           |                                                              |                     |                      |                                       |                                |                              |
| 7 | 7         | Alte Knochen                                                 | Old Bones           | 15. Okt. 2008        | 27. Nov. 2012                         | Gwyneth Horder-Payton          | Dave Erickson                |
| Bei Bauarbeiten an der Straße werden die sterblichen Überreste von drei Menschen gefunden, was den Club in Erklärungsnot bringt, nicht nur der Polizei gegenüber. |           |                                                              |                     |                      |                                       |                                |                              |
| 8 | 8         | Der Angriff                                                  | The Pull            | 22. Okt. 2008        | 27. Nov. 2012                         | Guy Ferland                    | Kurt Sutter & Jack LoGiudice |
| Agent Kohn bringt Tara in seine Gewalt und will ihre vergangene Liebesbeziehung wieder aufleben lassen. Tara verteidigt sich selbst und ruft dann Jax zu Hilfe, der den verletzten Kohn erschießt. Clay wird angegriffen, doch die Kugeln, die für ihn bestimmt waren, erwischen einen neuen Geschäftspartner. Der Konflikt mit den Mayans spitzt sich dadurch zu. |           |                                                              |                     |                      |                                       |                                |                              |
| 9 | 9         | Hölle                                                        | Hell Followed       | 29. Okt. 2008        | 4. Dez. 2012                          | Billy Gierhart                 | Brett Conrad                 |
| Während Chibs versucht die Kugeln aus Hayes' Rückseite zu entfernen, lässt Jax die Leiche von Agent Kohn verschwinden. Clay verhandelt mit Chief Unser, während sich die Mitglieder der Sons of Anarchy versammeln, um das weitere Vorgehen gegen die Mayans besprechen. Jax bittet Tara, Hayes im Clubhaus zu behandeln, was Tara dann auch tut. Clay macht dem Anführer der Nordics und dem der Mayans ein Angebot zur friedlichen Koexistenz. Opie meldet sich freiwillig für einen Auftragsmord, der Geld in die Clubkasse spülen soll. |           |                                                              |                     |                      |                                       |                                |                              |
| 10 | 10        | Die bessere Hälfte                                           | Better Half         | 5. Nov. 2008         | 4. Dez. 2012                          | Mario Van Peebles              | Pat Charles                  |
| Agent Stahl verhaftet Luann und beginnt, vermehrt Druck auf die Sons auszuüben. Dazu benutzt sie die Frauen der Mitglieder, insbesondere Donna, Tara und Cherry. Chief Unser, von Stahl aus dem Büro geworfen, warnt den Club vor Agent Stahl. Gemma zeigt sich von Stahl unbeeindruckt. Während Bobby, Tig und Piney ein Ablenkungsmanöver starten, schleichen sich Jax und Chief Unser ins Polizeirevier, reden mit Luann und befreien Cherry. Stahls perfider Plan geht nicht auf, die Sons sind ihr einen Schritt voraus. |           |                                                              |                     |                      |                                       |                                |                              |
| 11 | 11        | Ratte                                                        | Capybara            | 12. Nov. 2008        | 11. Dez. 2012                         | Stephen Kay                    | Kurt Sutter & Dave Erickson  |
| Agent Stahl verhaftet Bobby wegen Mordes und Opie ist verschwunden. Stahl lässt die Umstände so aussehen, als ob Opie Bobby und damit die Sons verraten hätte. Gemma bereitet alles für Abels Entlassung aus dem Krankenhaus vor, während Wendy ihren Sohn besucht. |           |                                                              |                     |                      |                                       |                                |                              |
| 12 | 12        | Der Schlaf der Babies Der Schlaf des Babys (Alternativtitel) | The Sleep of Babies | 19. Nov. 2008        | 11. Dez. 2012                         | Terrence O’Hara                | Kurt Sutter                  |
| Den Sons geht das Geld aus und Clay will die eisernen Reserven angreifen. Abel wird aus dem Krankenhaus entlassen. Auf seiner Willkommensparty steht Jax zwischen Wendy und Tara. Es kommt zum Streit und Tara geht. Als Donna und Opie nach der Party kurzfristig die Autos tauschen, kommt es zur Katastrophe. Chief Unser klärt Clay über Opies Unschuld auf, doch die Erkenntnis kommt zu spät. |           |                                                              |                     |                      |                                       |                                |                              |
| 13 | 13        | Die Offenbarung                                              | The Revelator       | 26. Nov. 2008        | 18. Dez. 2012                         | Kurt Sutter                    | Kurt Sutter                  |
| Wendy bittet Jax um eine zweite Chance, während der Club um Donna trauert und die Beerdigung plant. Piney versucht, den Mord an Donna im Alleingang zu vergelten, ohne zu wissen, dass er den Mörder an der falschen Stelle sucht. Clay fordert mehrere Gefallen ein, um an den Namen des Zeugen zu kommen, der Opie und Bobby identifizieren kann. |           |                                                              |                     |                      |                                       |                                |                              |

## Staffel 2
Die Erstausstrahlung der zweiten Staffel war vom 8. September bis zum 1. Dezember 2009 auf dem US-amerikanischen Kabelsender FX zu sehen. Die deutschsprachige Erstausstrahlung sendete der deutsche Free-TV-Sender Kabel eins vom 19. März bis zum 30. April 2013.
| Nr. (ges.) | Nr. (St.) | Deutscher Titel  | Originaltitel | Erstausstrahlung USA | Deutschsprachige Erstausstrahlung (D) | Regie                 | Drehbuch                                                                    |
| --- | --------- | ---------------- | ------------- | -------------------- | ------------------------------------- | --------------------- | --------------------------------------------------------------------------- |
| 14 | 1         | Die Liga         | Albification  | 8. Sep. 2009         | 19. März 2013                         | Guy Ferland           | Kurt Sutter                                                                 |
| Clay zieht ein neues Waffengeschäft mit den Iren auf. Bobby wird aus der Haft entlassen, nachdem die Augenzeugin des Mordes spurlos verschwunden ist. Opie ist nach einer Auszeit zurück in der Stadt. Gemma kümmert sich um Abel, während sich Chief Unser seiner Krebserkrankung stellt. Die Liga der amerikanischen Nationalisten macht Geschäfte mit den Nordics und Clay schiebt den Mord an Donna den Mayans in die Schuhe. Jax und Piney ahnen allerdings die Wahrheit. Gemma wird entführt und von mehreren maskierten Männern vergewaltigt. |           |                  |               |                      |                                       |                       |                                                                             |
| 15 | 2         | Kleine Blessuren | Small Tears   | 15. Sep. 2009        | 19. März 2013                         | Stephen Kay           | Jack LoGiudice                                                              |
| Gemma schweigt sich über die Vergewaltigung aus und lässt sich von Tara versorgen. Chief Unser fingiert einen Autounfall, um Gemmas Verletzungen zu erklären. Die Mayans finden ihr von den Sons als Vergeltung für Donna erschossenes Mitglied. Jax, der die Leiche alleine entsorgt hat, hat es so aussehen lassen, als ob die 9ers den Mann erschossen hätten. Die Sons helfen Luann, deren Darstellerinnen von Georgie Caruso abgeworben oder bedroht werden. Anschließend beschließen die Sons, ins Pornofilmgeschäft einzusteigen. Tig, von Schuldgefühlen geplagt, versucht, Opie beizustehen. Ein Waffengeschäft mit den 9ers wird von den Mayans gestört, Bobby wird dabei verletzt. |           |                  |               |                      |                                       |                       |                                                                             |
| 16 | 3         | Unten am Fluss   | Fix           | 22. Sep. 2009        | 26. März 2013                         | Gwyneth Horder-Payton | Dave Erickson                                                               |
| Drei Wochen nach dem Überfall schweigt die traumatisierte Gemma immer noch, was zu Beziehungsproblemen mit Clay führt. Der Chef der Liga, Zobelle, konfrontiert Hale mit Chief Unsers Freundschaft zu den Sons und schlägt Hale eine Lösung für das Sons-Problem vor. Clay und Jax gehen immer mehr auf Konfrontationskurs. Darby beginnt in Charming zu dealen und Drogen zu kochen, was den Sons überhaupt nicht gefällt. Hale lässt sich von Zobelle instrumentalisieren und die Sons jagen Darbys Drogenküche in die Luft. Bobby deckt auf, dass Luann den Club seit Jahren um viel Geld betrogen hat.                                                                                    |           |                  |               |                      |                                       |                       |                                                                             |
| 17 | 4         | Eureka           | Eureka        | 29. Sep. 2009        | 26. März 2013                         | Guy Ferland           | Kurt Sutter & Brett Conrad                                                  |
| Die Sons verlassen fast alle die Stadt und lassen Piney und Gemma in der Werkstatt zurück. Die Liga schickt Gemma eine Botschaft. Tig verunfallt durch Bobbys Schuld und kommt in ein Krankenhaus, das seine Behandlung aus versicherungsrechtlichen Gründen ablehnt. Als Tig verlegt werden soll, wird er von Kopfgeldjägern geschnappt. Gemma verfolgt Weston, in dem sie einen ihrer Vergewaltiger erkannt hat. |           |                  |               |                      |                                       |                       |                                                                             |
| 18 | 5         | Zerschlagen      | Smite         | 6. Okt. 2009         | 2. Apr. 2013                          | Terrence O’Hara       | Chris Collins                                                               |
| Clay verlangt von Zobelle Schutzgeld, Otto wird von einsitzenden Handlangern der Liga im Gefängnis verprügelt. Tara tut ihr Bestes, um Gemma zu überzeugen, sich endlich Hilfe zu suchen. Jax, Tig und Opie prügeln sich mit drei Mitgliedern der Liga auf offener Straße. Chief Unser führt ein klärendes Gespräch mit Deputy Chief Hale. Die Sons beraten über das weitere Vorgehen und die Vergeltung für Otto. Jax plädiert für Besonnenheit – und gewinnt. Auf dem Hof der Werkstatt explodiert eine Autobombe und verletzt Chibs schwer. |           |                  |               |                      |                                       |                       |                                                                             |
| 19 | 6         | Vergeltung       | Falx Cerebri  | 13. Okt. 2009        | 2. Apr. 2013                          | Billy Gierhart        | Regina Corrado                                                              |
| Clay verlangt von Chief Unser, die Autobombe wie einen Unfall aussehen zu lassen. Die Sons besuchen Weston zuhause, treffen aber nur seine Kinder an. Clay vandaliert im Zigarrenladen. Gemma gibt Tara Schießunterricht, während sich Hale und Jax mit Zobelles Tochter Polly beschäftigen. Der schnelle Vergeltungsschlag endet, wie von Jax geahnt, in einer Falle. |           |                  |               |                      |                                       |                       |                                                                             |
| 20 | 7         | Knast            | Gilead        | 20. Okt. 2009        | 9. Apr. 2013                          | Gwyneth Horder-Payton | Kurt Sutter & Chris Collins                                                 |
| Bis auf Opie sitzt der harte Kern der Sons geschlossen im Knast. Die Kaution ist nicht aufzubringen, der Prozess wird verzögert. Clay muss zum Schutz seiner Männer neue Verbündete finden und sich den Schutz erkaufen. Nachdem Juice unfreiwillig als Köder für eine Racheaktion gedient hat, wird er im Hof niedergestochen. Agent Stahl ist wieder in der Stadt und der Konflikt zwischen Clay und Jax gipfelt in einer Prügelei. Oswald bezahlt die Kaution und die Männer kommen frei. |           |                  |               |                      |                                       |                       |                                                                             |
| 21 | 8         | Familiendinner   | Potlatch      | 27. Okt. 2009        | 9. Apr. 2013                          | Paul Maibaum          | Kurt Sutter & Misha Green                                                   |
| Clay bittet Oswald um ein Stück Land, der wiederum will die Hilfe der Sons bei seiner Kandidatur zum Bürgermeister. Chibs ist auf dem Weg der Besserung und bekommt Besuch von seiner Frau. In die Porno-Produktionshalle wird eingebrochen. Clay bekommt von den Chinesen Chuck zurück – mit abgeschnittenen Fingern, aber ansonsten wohlauf. Die Sons rächen den Einbruch und Opie macht klar, dass Lyla ab sofort zu ihm gehöre. Zobelle macht Geschäfte mit den Mayans und Luann wird erschlagen im Straßengraben gefunden. |           |                  |               |                      |                                       |                       |                                                                             |
| 22 | 9         | Der Richter      | Fa Guan       | 3. Nov. 2009         | 16. Apr. 2013                         | Stephen Kay           | Brett Conrad & Liz Sagal                                                    |
| Clay will aus dem Pornogeschäft aussteigen, Jax ist dagegen und stellt den Fortbestand der Produktionsfirma zur Abstimmung. Chibs will nicht in ein anderes Krankenhaus verlegt werden. Clay jagt ein weiteres Mal Darbys Drogenküche in die Luft. Jax, Bobby, Opie und Happy nehmen einen Richter als Geisel, um ein Verfahren abschmettern zu lassen, das ihrem Waffenhandel im Wege stünde. Mitglieder der Liga und Darby zünden die Halle an, in der die Pornofilme gedreht werden. |           |                  |               |                      |                                       |                       |                                                                             |
| 23 | 10        | Balsam           | Balm          | 10. Nov. 2009        | 16. Apr. 2013                         | Paris Barclay         | Dave Erickson & Stevie Long                                                 |
| Jax will zu den Nomads wechseln, weil er glaubt, Clay habe die Halle angezündet. Chibs wird aus dem Krankenhaus entlassen und besucht auf direktem Weg die Iren, um zu fragen, was schiefgelaufen ist. Jimmy O’Phelan tritt dabei auf den Plan und seine Verbindung zu Chibs wird aufgedeckt. Agent Stahl besucht Jax zuhause und droht ihm. Gemma und Jax sprechen sich aus. Die Sons stimmen Jays Antrag auf den Wechsel zu den Nomads zu. Gemma erzählt Clay und Jax von ihrer Vergewaltigung. |           |                  |               |                      |                                       |                       |                                                                             |
| 24 | 11        | Nächstenliebe    | Service       | 17. Nov. 2009        | 23. Apr. 2013                         | Phil Abraham          | Handlung: Brady Dahl & Cori Uchida Schauspiel: Kurt Sutter & Jack LoGiudice |
| Jax bleibt nach Gemmas Beichte bei den SAMCROs. Tig, von Schuldgefühlen geplagt, offenbart Opie und dem Rest des Clubs, dass er Donna erschossen habe. Chibs geht einen Handel mit Agent Stahl ein, um seine Frau und seine Tochter zu beschützen. Opie trifft eine Entscheidung zugunsten der Sons und dem Wohl des Clubs. Piney versucht, Clay zu erschießen, um Rache für Donna zu nehmen. |           |                  |               |                      |                                       |                       |                                                                             |
| 25 | 12        | Auslese          | The Culling   | 24. Nov. 2009        | 23. Apr. 2013                         | Gwyneth Horder-Payton | Kurt Sutter & Dave Erickson                                                 |
| Clay nimmt den Kampf gegen die Liga auf und führt zu diesem Zweck Gespräche mit den Chinesen, den Iren und den 9ers. Weston, von Jax über Zobelles Geschäfte mit den Mayans aufgeklärt, beginnt die eigenen Leute zu erschießen. Chuck taucht wieder auf und berichtet über seine Beobachtungen bei der Brandstiftung. Stahl tappt in eine Falle und blamiert sich, als sie einen Deal platzen lassen will. Hale verhaftet Weston wegen des Feuers in der Pornoproduktion. |           |                  |               |                      |                                       |                       |                                                                             |
| 26 | 13        | Unruhen          | Na Trioblóidí | 1. Dez. 2009         | 30. Apr. 2013                         | Kurt Sutter           | Kurt Sutter                                                                 |
| Zobelle und Weston werden beide aus der Untersuchungshaft entlassen, aus unterschiedlichen Gründen. Jax rächt sich an Weston, während Juice Zobelle im Auge behält. Stahl erschießt Edmond Hayes und Gemma verfolgt Zobelles Tochter Polly, die sich von Edmond verabschieden will. Stahl gelingt es, Gemma den Mord an Edmond in die Schuhe zu schieben. Cameron nimmt seinerseits Rache für die Ermordung seines Sohnes – und glaubt, Gemma sei es gewesen. Er tötet Half-Sack und entführt Abel. |           |                  |               |                      |                                       |                       |                                                                             |

## Staffel 3
Die Erstausstrahlung der dritten Staffel war vom 7. September bis 30. November 2010 auf dem US-amerikanischen Kabelsender FX zu sehen. Die deutschsprachige Erstausstrahlung sendete der deutsche Free-TV-Sender Kabel eins vom 30. April bis 11. Juni 2013.
| Nr. (ges.) | Nr. (St.) | Deutscher Titel         | Originaltitel       | Erstausstrahlung USA | Deutschsprachige Erstausstrahlung (D) | Regie                 | Drehbuch                                                     |
| --- | --------- | ----------------------- | ------------------- | -------------------- | ------------------------------------- | --------------------- | ------------------------------------------------------------ |
| 27 | 1         | Abel                    | SO                  | 7. Sep. 2010         | 30. Apr. 2013                         | Stephen Kay           | Kurt Sutter                                                  |
| Gemma ist auf der Flucht, während die Sons die Spur des Iren aufnehmen und versuchen, Abel zu finden. Jax beendet die Beziehung zu Tara, was diese nicht akzeptiert. Gemma versucht, wieder nach Hause zu kommen und besucht ihren pflegebedürftigen Vater. Tara, deren Suspendierung aufgehoben wurde, geht zurück ins Krankenhaus, versagt aber am OP-Tisch. Die Totenwache für Half-Sack endet blutig, es fallen Schüsse. Deputy Chief Hale wird von den flüchtenden Angreifern überfahren. Hayes kommt mit Abel in Belfast an. |           |                         |                     |                      |                                       |                       |                                                              |
| 28 | 2         | Letzte Ölung            | Oiled               | 14. Sep. 2010        | 7. Mai 2013                           | Gwyneth Horder-Payton | Kurt Sutter & Dave Erickson                                  |
| Clay spricht mit Jimmy O’Phelan über den Mord an Hayes Jr. Jax engagiert einen Kopfgeldjäger, der seinerseits die Hilfe der Sons in Anspruch nimmt. In der Folge finden sie Hector Salazar, der die Drecksarbeit für die Mayans macht, und befragen ihn zu dem Drive-by Shooting. Nates Pflegerin Amelia kommt dahinter, dass Gemma gesucht wird – und wird daraufhin von Gemma als Geisel genommen. |           |                         |                     |                      |                                       |                       |                                                              |
| 29 | 3         | Fürsorge                | Caregiver           | 21. Sep. 2010        | 7. Mai 2013                           | Billy Gierhart        | Chris Collins & Regina Corrado                               |
| Die Irin Maureen, die Abel bei sich aufgenommen hat, enthüllt eine gemeinsame Vergangenheit mit Jax’ Vater. Gemmas dementer Vater haut ab und Jax tauscht bei Lin Pornodarstellerinnen gegen Waffen ein. Amelia schlägt Tara nieder und versucht zu flüchten. Dabei kommt sie durch unglückliche Umstände zu Tode. Die Pornoparty bei Lin endet im Fiasko, weil Opie mit Lylas Teilnahme nicht zurechtkommt. |           |                         |                     |                      |                                       |                       |                                                              |
| 30 | 4         | Daheim                  | Home                | 28. Sep. 2010        | 14. Mai 2013                          | Guy Ferland           | Kurt Sutter & Liz Sagal                                      |
| Nate soll in ein Altenheim und die Sons stoßen wieder zu Gemma – die immer noch nicht weiß, dass Abel entführt wurde. Happy, Piney und Bobby wollen illegale Medikamente besorgen und geraten in einen Überfall. Gemma erfährt durch einen Anruf von Maureen, wo Abel ist und erleidet daraufhin einen Herzanfall. |           |                         |                     |                      |                                       |                       |                                                              |
| 31 | 5         | Die Welt verfällt       | Turning and Turning | 5. Okt. 2010         | 14. Mai 2013                          | Gwyneth Horder-Payton | Dave Erickson & Marco Ramirez                                |
| Gemmas Deal mit Agent Stahl platzt, währenddessen wird Juice beim Versuch, Medikamente zu verkaufen, von den Mayans zusammengeschlagen. Jax versucht, die neue Drogenküche der Mayans hochgehen zu lassen und handelt mit Agent Stahl einen neuen Deal aus. |           |                         |                     |                      |                                       |                       |                                                              |
| 32 | 6         | Angeschoben             | The Push            | 12. Okt. 2010        | 21. Mai 2013                          | Stephen Kay           | Chris Collins & Julie Bush                                   |
| Die Sons nehmen drei neue Prospects auf, Happy wechselt endgültig ins Samcro-Chapter, während Koziks Antrag von Tig abgelehnt wird. Der Überfall auf eine Heroin-Lieferung der Mayans verläuft reibungslos. Gemma sagt, entgegen dem Deal, fast die gesamte Wahrheit über die Morde an Polly und Edmond aus – in einem entscheidenden Teil lügt sie allerdings. Tara und Jax verkaufen die erbeuteten antiviralen Medikamente und werden dabei von Darby beobachtet, der Jacob Hale unverzüglich den Einstieg der Sons in den Drogenhandel steckt. Tig und Kozik bringen einen der Schützen des Drive-by-Shootings um. Jax beendet die Beziehung zu Tara und schläft noch in derselben Nacht mit Ima. |           |                         |                     |                      |                                       |                       |                                                              |
| 33 | 7         | Weite Kreise            | Widening Gyre       | 19. Okt. 2010        | 21. Mai 2013                          | Billy Gierhart        | Kurt Sutter & Regina Corrado                                 |
| Samcro planen den Trip nach Belfast, als einer der Grim Bastards von Salazar ermordet wird. Clay kümmert sich gemeinsam mit Alvarez um das Problem. Maureen offenbart der nichtsahnenden Gemma, dass Maureens Tochter Trinity und Jax Halbgeschwister seien. Tara hilft Gemma bei der Flucht aus dem Krankenhaus. |           |                         |                     |                      |                                       |                       |                                                              |
| 34 | 8         | Übersee                 | Lochan Mor          | 26. Okt. 2010        | 28. Mai 2013                          | Guy Ferland           | Dave Erickson & Liz Sagal & Kurt Sutter                      |
| Die Sons kommen in Belfast an, während Tig nach einem kurzen Aufenthalt im Untersuchungsgefängnis freigelassen wird. Gleich am ersten Tag bekommen die Sons Ärger mit der Polizei und werden verhaftet. Gemma befreit die Männer mit einem gewagten Manöver. Tig, Kozik und die neuen Prospects versprechen Lumpy und dem Boxclub Schutz. Tara sucht für Lyla eine Abtreibungsklinik und begleitet sie zu ihrem Termin. |           |                         |                     |                      |                                       |                       |                                                              |
| 35 | 9         | Dungloe                 | Turas               | 2. Nov. 2010         | 28. Mai 2013                          | Stephen Kay           | Handlung: Kurt Sutter Schauspiel: Chris Collins & Brady Dahl |
| Chief Unser besucht Lumpy im Krankenhaus, während Jax mit Stahl über Jimmy O’Phelan spricht. Piney, Tig und Kozik befragen Darby zum Überfall auf das Boxstudio – und Darby verrät Jacob Hale. Als die Sons Chief Unser über Darbys Geständnis informieren, stellt Unser sich quer und will nicht gegen Hale ermitteln. Als Jimmy unverhofft bei Maureen auftaucht, sieht Gemma ihre Chance, die Dinge zu klären. Doch Fiona funkt dazwischen. Ein Anschlag auf die Sons endet mit mehreren Toten des irischen Chapters. Salazar entführt Tara und Margaret Murphy. |           |                         |                     |                      |                                       |                       |                                                              |
| 36 | 10        | Nichts als die Wahrheit | Firinne             | 9. Nov. 2010         | 4. Juni 2013                          | Gwyneth Horder-Payton | Kurt Sutter & Vaun Wilmott                                   |
| Tig, Piney und Kozik sollen für Tara und Margarets Leben den Präsidenten der Mayans, Alvarez, umbringen und Lösegeld bezahlen. Währenddessen finden die Sons in Belfast den Verräter O’Neill und foltern ein Geständnis aus ihm heraus. In der Folge kommt es zum Schusswechsel mit Jimmys Leuten. Clay schubst McGee für den Verrat an den Sons vom Dach der Lagerhalle. Gemma und Maureen sehen sich gezwungen, Jax und Trinity die Wahrheit über John Teller zu sagen. |           |                         |                     |                      |                                       |                       |                                                              |
| 37 | 11        | Milch                   | Bainne              | 16. Nov. 2010        | 4. Juni 2013                          | Adam Arkin            | Dave Erickson, Regina Corrado & Kurt Sutter                  |
| Jax findet Abel, der bereits von einem irischen Paar adoptiert worden ist. Jax beobachtet Abel und seine Adoptiveltern und kommt zu dem Schluss, dass Pater Ashby Recht hat: Abel ist so besser dran. Jimmy entführt Abel, um seine Flucht nach Amerika zu sichern, und bringt die Adoptiveltern um. Die Geldübergabe in Charming läuft völlig schief. Tara verletzt Salazars Freundin mit einer Spiegelscherbe schwer und verlangt Margarets Freilassung für ihre medizinische Hilfe. Pater Ashby tauscht sich für Abel bei Jimmy ein. Maureen schmuggelt Jax ein Bündel Briefe in sein Gepäck. |           |                         |                     |                      |                                       |                       |                                                              |
| 38 | 12        | Bis dass der Tod…       | June Wedding        | 23. Nov. 2010        | 11. Juni 2013                         | Phil Abraham          | Handlung: Kurt Sutter Schauspiel: Chris Collins              |
| Abel und Gemma kehren nach Hause zurück, Clay macht sich daran, zu beweisen, dass der Mord an Lumpy von Hale in Auftrag gegeben worden war. Jax bespricht das weitere Vorgehen in Sachen Jimmy mit Agent Stahl und versucht, Tara zu finden, die immer noch verschwunden ist. Gemma spricht mit Stahl über ihren Deal, den sie platzen lassen will. Salazar verschanzt sich mit Tara und Hale als Geiseln in Hales Büro. Salazar bekundet, Tara gegen Jax austauschen zu wollen, plant aber, beide zu ermorden. Hale gelingt es, Salazar zu verwunden, in der Folge tötet Jax ihn. Während der Geiselnahme erschießt Stahl ihre Partnerin Amy und schiebt den Mord einer nicht näher genannten Gang in die Schuhe. Bei ihrer Aussage beschuldigt Stahl die tote Amy des Mordes an Edmond Hayes und bestätigt damit Gemmas Aussage. Tig stimmt abermals gegen Kozik und Opie macht Lyla einen Heiratsantrag. |           |                         |                     |                      |                                       |                       |                                                              |
| 39 | 13        | NS                      | NS                  | 30. Nov. 2010        | 11. Juni 2013                         | Kurt Sutter           | Kurt Sutter & Dave Erickson                                  |
| Clay erzählt Gemma von dem Deal mit den Iren, im Anschluss daran stellt sich Gemma und spricht mit Stahl. Lenny bringt Jimmys Aufenthaltsort in Erfahrung und arrangiert einen Austausch: Jimmy für zwei Millionen Dollar. Das stellt die Sons kurzfristig vor ein großes Problem. Doch Chuck hat eine Lösung parat und die Übergabe läuft nach Plan für die Sons. Schlussendlich gelingt es den Sons, Agent Stahl, die Jax über den Tisch gezogen hat, aus dem Weg zu räumen. Chibs und Opie nehmen die langersehnte Rache. |           |                         |                     |                      |                                       |                       |                                                              |

## Staffel 4
Die Erstausstrahlung der vierten Staffel war vom 6. September bis zum 6. Dezember 2011 auf dem US-amerikanischen Kabelsender FX zu sehen. Die deutschsprachige Erstausstrahlung sendete der deutsche Free-TV-Sender ProSieben Maxx vom 23. April bis zum 28. August 2014.
| Nr. (ges.) | Nr. (St.) | Deutscher Titel       | Originaltitel         | Erstausstrahlung USA | Deutschsprachige Erstausstrahlung (D) | Regie                 | Drehbuch                                   |
| --- | --------- | --------------------- | --------------------- | -------------------- | ------------------------------------- | --------------------- | ------------------------------------------ |
| 40 | 1         | Blutige Hochzeit      | Out                   | 6. Sep. 2011         | 23. Apr. 2014                         | Paris Barclay         | Kurt Sutter                                |
| Die Sons werden nach 14 Monaten aus der Haft entlassen. Bei der ersten Begegnung mit den Sons stellt der neue Sheriff Roosevelt klar, wie die Dinge seiner Meinung nach zu laufen haben. Der stellvertretende Staatsanwalt Potter stellt sich bei Roosevelt vor. Clay handelt einen neuen Deal mit den Russen aus. Chief Unser, der mittlerweile in einem Wohnwagen haust, wird von Gemma besucht, die sich große Sorgen um ihn macht. Jax macht Tara einen Heiratsantrag, doch Tara hat Bedenken wegen der Kinder und Jax’ Lebenswandel. Lyla und Opie heiraten. Während der Feier entledigen sich die Sons der Russen. |           |                       |                       |                      |                                       |                       |                                            |
| 41 | 2         | Kokain                | Booster               | 13. Sep. 2011        | 30. Apr. 2014                         | Guy Ferland           | Dave Erickson & Chris Collins              |
| Clay findet einen neuen Partner im Waffengeschäft, Romeo. Zu diesem Deal zählt auch der Transport von Kokain für die Mayans. Jax passt dieser Handel überhaupt nicht – die Konflikte mit Clay flammen dadurch wieder auf und Jax eröffnet, aus dem Club aussteigen zu wollen. Der Einstieg ins Drogengeschäft spaltet den Club. Bobby stellt sich offen gegen Clay. Gemma sucht die Briefe, die Maureen Jax zugesteckt hatte, findet und liest sie. Roosevelt terrorisiert den Club, während Opie und Jax von den Russen als Geiseln genommen wurden und kurze Zeit später von Romeo gerettet werden. |           |                       |                       |                      |                                       |                       |                                            |
| 42 | 3         | Ameisen               | Dorylus               | 20. Sep. 2011        | 7. Mai 2014                           | Peter Weller          | Regina Corrado & Liz Sagal                 |
| Kozik lässt sich den Lastwagen mit der Waffenlieferung klauen, während ein Teil der Sons in Oswalds Lagerhalle bereits die nächsten Lieferungen vorbereitet. Staatsanwalt Potter ist den Sons bereits auf der Spur und gibt den Befehl, Juice ins Visier zu nehmen. Gemma ist nach wie vor hinter den Briefen her und erzählt Tara von Jax’ Vater. Roosevelt lässt Juice verhaften und versucht ihn zu manipulieren. Clay lässt den Club über den Drogenkurierjob abstimmen und gewinnt knapp. |           |                       |                       |                      |                                       |                       |                                            |
| 43 | 4         | Dealer                | Una Venta             | 27. Sep. 2011        | 14. Mai 2014                          | Billy Gierhart        | Kurt Sutter & Marco Ramirez                |
| Schon der erste Drogentransport geht nicht ganz problemlos über die Bühne. Potter arrangiert ein zufälliges Treffen mit Gemma und stellt sich mit einem falschen Namen vor. Clay muss beim SAMTAZ-Chapter in Arizona durchgreifen, da dieser Club tief in Drogengeschäften steckt. Die Sons besuchen Reggie, ein ehemaliges SAMTAZ-Mitglied, um von ihm ein paar Informationen zu bekommen. Auch Piney versucht jetzt, an John Tellers Briefe zu kommen. Gemma knüpft Kontakte zu Roosevelts Frau Rita. Potter besucht Otto im Gefängnis und erzählt ihm, dass Bobby kurz vor Luanns Tod mit ihr geschlafen habe. |           |                       |                       |                      |                                       |                       |                                            |
| 44 | 5         | Neunundzwanzig        | Brick                 | 4. Okt. 2011         | 21. Mai 2014                          | Paris Barclay         | Dave Erickson & Brady Dahl                 |
| Roosevelt setzt Juice weiter unter Druck, während Gemma Otto im Gefängnis besucht. Clay und Gemma machen sich Sorgen, dass die wahren Schuldigen an John Tellers Tod von Piney oder Tara publik gemacht werden könnten. Unser bricht in Taras Büro ein, findet aber nur die Kopien der Briefe. Ein Gespräch mit Georgie bringt Clay auf eine neue Idee. Juice stiehlt im Auftrag von Roosevelt ein Päckchen Kokain aus dem Lagerraum. Opie findet heraus, dass Lyla heimlich verhütet und schläft daraufhin mit Ima. Bobby besucht Otto im Gefängnis und entschuldigt sich für seine Affäre mit Luann. |           |                       |                       |                      |                                       |                       |                                            |
| 45 | 6         | Sündenbock            | With an X             | 11. Okt. 2011        | 28. Mai 2014                          | Guy Ferland           | Chris Collins & Regina Corrado             |
| Das fehlende Päckchen Kokain bringt den Club in große Schwierigkeiten. Tigs Tochter Dawn kommt zu Besuch und Ima mischt das Clubhaus auf. Jax lässt die Prospects Russisch Roulette spielen, um ihre Treue zum Club zu testen. Als Juice das Kokain zurückbringen will, wird er von Miles erwischt und erschießt ihn nach kurzem Kampf. Bobby und Gemma finden heraus, dass Dawn Tig nur ausnehmen will. Clay ordert bei Romeo einen Auftragskiller. Opie zieht ins Clubhaus, nachdem Lyla ihm die Abtreibung gebeichtet hat. Unser legt eine Morddrohung in Taras Auto. |           |                       |                       |                      |                                       |                       |                                            |
| 46 | 7         | Unter Beschuss        | Fruit for the Crows   | 18. Okt. 2011        | 4. Juni 2014                          | Gwyneth Horder-Payton | Kurt Sutter & Liz Sagal                    |
| Ein neuerliches Drive-by-Shooting, diesmal in Alvarez’ Drogenlabor und initiiert vom Lobos-Kartell, und die Morddrohung gegen Tara halten die Sons in Atem. Die Verfolgung des Fahrers endet in einem blutigen Fiasko. Tara verarztet Alvarez’ Schusswunde und redet mit Roosevelt, der einen anonymen Tipp bezüglich der Drohung bekommen hat. Roosevelt lässt sich von Juice die Kokain-Probe aushändigen und verhaftet ihn dann wegen Drogenbesitzes. Lyla hat ihre Sachen gepackt und ist verschwunden. Bobby verlangt eine Abstimmung über den Posten des Präsidenten und stellt sich damit einmal mehr offen gegen Clay. Juice versucht, sich zu erhängen. |           |                       |                       |                      |                                       |                       |                                            |
| 47 | 8         | Familienrezept        | Family Recipe         | 25. Okt. 2011        | 11. Juni 2014                         | Paul Maibaum          | Dave Erickson & Brady Dahl                 |
| Juices Selbstmordversuch schlägt fehl. Die Sons kommen zur Abstimmung über die Präsidentschaft zusammen, die durch ein weiteres Drive-by-Shooting der Lobos gestört wird. Bevor sie flüchten können, fällt einer der Schützen vom Wagen. Außerdem werfen die Attentäter eine Tasche, in der sich drei abgeschnittene Köpfe befinden, auf den Hof. Piney droht Clay damit, die Wahrheit über John Teller zu erzählen, sollte Clay nicht sofort aus dem Drogengeschäft aussteigen. Sheriff Roosevelt kommt zur Autowerkstatt, um die Schießerei zu untersuchen und erzählt Jax dabei, dass er von der Drohung gegen Tara weiß. Happy foltert den Mann der Lobos nach allen Regeln der Kunst, doch erst Romeos Handlanger Luis schafft es, den Mann zum Reden zu bringen: Unter den Mayans soll sich ein Verräter befinden. Clay hält auf einer Spendengala eine Rede gegen Hales Bauprojekt. Chibs kümmert sich um den verzweifelten Juice, während Clay zu Pineys Hütte fährt, John Tellers Briefe von ihm fordert und ihn dann erschießt. |           |                       |                       |                      |                                       |                       |                                            |
| 48 | 9         | Krieg der Kartelle    | Kiss                  | 1. Nov. 2011         | 30. Juli 2014                         | Billy Gierhart        | Regina Corrado & Marco Ramirez             |
| Chibs redet mit Jax über Juices Probleme. Potter versucht, Otto gegen den Club aufzuhetzen, insbesondere gegen Bobby. Die Sons treffen sich mit den Niners und Gemma findet Pineys Leiche. Jax rettet Laroy und die Niners davor, von den Männern des Kartells erschossen zu werden. Juice wird von Potter bedrängt, der ihm verspricht, im Gegenzug für seine Hilfe die Sons in Ruhe zu lassen. Gemma nimmt Clay das Versprechen ab, Tara nichts zu tun. |           |                       |                       |                      |                                       |                       |                                            |
| 49 | 10        | Hände                 | Hands                 | 8. Nov. 2011         | 6. Aug. 2014                          | Peter Weller          | Chris Collins, David Labrava & Kurt Sutter |
| Jax beschließt, die Konferenz in Oregon für einen Kurzurlaub mit Tara zu nutzen und begleitet sie und die Kinder. Unser präpariert Pineys Hütte, um den Mord dem Kartell in die Schuhe zu schieben. Der Mordanschlag auf Tara geht schief. Roosevelt kündigt Potter die Mitarbeit, während Juice, für die Sons spurlos verschwunden, im ATF-Arrest sitzt. Gemma, die ahnt, was Clay getan hat, stellt ihn zur Rede, es kommt zum Streit. Clay schlägt Gemma nieder. Tara fürchtet, ihre zerschmetterte Hand nicht mehr benutzen zu können. Roosevelt entschuldigt sich bei Juice. |           |                       |                       |                      |                                       |                       |                                            |
| 50 | 11        | Minenfeld             | Call of Duty          | 15. Nov. 2011        | 13. Aug. 2014                         | Gwyneth Horder-Payton | Liz Sagal & Gladys Rodriguez               |
| Wendy besucht Tara im Krankenhaus und erklärt, wieder Kontakt zu Abel haben zu wollen. Tara flippt aus und muss daraufhin noch einmal operiert werden. Das Rennen um den Bürgermeisterposten scheint Hale für sich zu entscheiden. Potter besucht abermals Otto und verhandelt mit ihm über Ottos Aussage. Als Clay und Romeo mit ihren Männern die Lobos überfallen wollen, landen sie in einem Minenfeld. Kozik tritt auf eine Mine und stirbt. Opie, Tig und Bobby kümmern sich um Georgie. Nachdem er Gemmas Verletzungen gesehen hat, bricht Tig mit Clay und quittiert den Dienst als Sergeant at arms. Opie findet Pineys Leiche, Unser erklärt ihm, was passiert ist. |           |                       |                       |                      |                                       |                       |                                            |
| 51 | 12        | Rachedurst            | Burnt and Purged Away | 22. Nov. 2011        | 20. Aug. 2014                         | Paris Barclay         | Kurt Sutter & Dave Erickson                |
| Jax drängt auf Erledigung des Drogengeschäftes, während Potter sich darauf vorbereitet, den Deal mit den Iren hochgehen zu lassen. Als Jax erkennt, dass er die Iren bei ihrem Babyhandel unterstützen soll, kommt es zum nächsten Konflikt. Bobby will Otto im Gefängnis besuchen und wird dort verhaftet. Opie verabschiedet sich von seinem Vater und geht dann auf die Suche nach Clay. |           |                       |                       |                      |                                       |                       |                                            |
| 52 | 13        | Schmerzliche Wahrheit | To Be (1)             | 29. Nov. 2011        | 27. Aug. 2014                         | Kurt Sutter           | Kurt Sutter & Chris Collins                |
| Jax verhindert, dass Opie Clay erschießt, beide werden aber verletzt. Clay muss operiert werden und Unser erzählt dem Sheriff und den restlichen Sons eine Geschichte von einem Drive-by-Shooting. Tig macht sich daran, Clays Angreifer aufzuspüren und versucht, Laroy zu überfahren, tötet dabei aber dessen Freundin. Gemma erzählt Tara die Wahrheit über Piney und den Anschlag auf sie. Gemma händigt Jax die Briefe aus und erzählt ihm eine geschönte Version der Ereignisse um John Tellers Tod. Jax beschließt, dass Clay sterben muss – und Tara sagt ihm, wie. |           |                       |                       |                      |                                       |                       |                                            |
| 53 | 14        | Machtwechsel          | To Be (2)             | 6. Dez. 2011         | 28. Aug. 2014                         | Kurt Sutter           | Kurt Sutter & Chris Collins                |
| Der Waffendeal mit den Iren wird von der CIA geschützt, Romeo und Luis stellen sich dabei als CIA-Agenten heraus. Der Handel platzt aber, da Galen auf eine Beteiligung Clays besteht, der immer noch auf der Intensivstation liegt. Potter lässt Juice unbeschadet und mit bereinigter Akte aus dem Gefängnis frei. Romeo und Luis raten Jax dringend, Clay wieder auf die Beine zu bringen, da sie sonst die RICO-Operation unterstützen würden. Außerdem verlangen sie, dass Jax beim Club bleibt. Potter lässt Hales Bauprojekt platzen, in dem er in der entscheidenden Sitzung die Wahrheit über Hales Investor verkündet. Jax übernimmt den Posten des Präsidenten und bietet Opie die Vizepräsidentschaft an. |           |                       |                       |                      |                                       |                       |                                            |

## Staffel 5
Die Erstausstrahlung der fünften Staffel war vom 11. September bis zum 4. Dezember 2012 auf dem US-amerikanischen Kabelsender FX zu sehen. Die deutschsprachige Erstausstrahlung sendete der deutsche Free-TV-Sender ProSieben Maxx vom 12. September bis zum 4. Oktober 2014.
| Nr. (ges.) | Nr. (St.) | Deutscher Titel       | Originaltitel     | Erstausstrahlung USA | Deutschsprachige Erstausstrahlung (D) | Regie                 | Drehbuch                                   |
| --- | --------- | --------------------- | ----------------- | -------------------- | ------------------------------------- | --------------------- | ------------------------------------------ |
| 54 | 1         | Auge um Auge          | Sovereign         | 11. Sep. 2012        | 12. Sep. 2014                         | Paris Barclay         | Kurt Sutter                                |
| Die 9ers überfallen einen Truck der Sons und zünden den Wagen samt Ladung an. Gemma verbringt eine volltrunkene Nacht mit Nero Padilla. Clay, aus dem Krankenhaus entlassen, versucht mit Gemma zu reden. Der Sheriff hat einen Verdacht, was den Stress mit den 9ers angeht, doch die Sons streiten bei einem Besuch des Sheriffs alles ab. Jax macht Bobby zum Vizepräsidenten. Clay gesteht vor dem Club den Mord an Piney, verschweigt dabei jedoch den größten Teil der Wahrheit. Pope, dessen Tochter von Tig überfahren wurde, zeigt wie er zukünftig seine Geschäfte zu führen gedenkt. Vor Tigs Augen verbrennt er dessen Tochter Dawn bei lebendigem Leib. Unser warnt Jax vor, als ein Haftbefehl gegen ihn, Chibs und Tig vorliegt.   |           |                       |                   |                      |                                       |                       |                                            |
| 55 | 2         | Ein neuer Verbündeter | Authority Vested  | 18. Sep. 2012        | 12. Sep. 2014                         | Peter Weller          | Regina Corrado                             |
| Gemma besorgt Jax und den anderen einen Unterschlupf bei Nero. Unser wird in Gemmas Haus überfallen, die Einrichtung zerstört. Jax macht Tara einen Heiratsantrag. Tig sucht seine zweite Tochter Fawn auf und beschwört sie, die Stadt zu verlassen. Clay versucht Opie davon zu überzeugen, dem Club nicht den Rücken zu kehren. Opie gibt daraufhin Lyla eine große Menge Geld und bittet sie, auf seine Kinder aufzupassen, da er die Stadt verlassen müsse. Jax und Tara heiraten in Neros Escortagentur, anschließend lassen sich Jax, Chibs und Tig verhaften. Opie schlägt den Sheriff nieder, um ebenfalls verhaftet zu werden. |           |                       |                   |                      |                                       |                       |                                            |
| 56 | 3         | Die ganze Wahrheit    | Laying Pipe       | 25. Sep. 2012        | 13. Sep. 2014                         | Adam Arkin            | Kem Nunn, Liz Sagal & Kurt Sutter          |
| Pope besucht Jax im Gefängnis und stellt Bedingungen, unter anderem möchte er, dass Jax einen der Sons in den Tod schickt. Opie opfert sich und wird von einer Gruppe Mitgefangener erschlagen. Gemma legt sich mit Tara an, die ihr die Kinder entzieht, und verbündet sich dazu mit Wendy. Als Gemma Clay mit Emma Jean, eine von Neros Escortdamen, erwischt, rastet sie aus und verprügelt die Frau. |           |                       |                   |                      |                                       |                       |                                            |
| 57 | 4         | Totenwache            | Stolen Huffy      | 2. Okt. 2012         | 19. Sep. 2014                         | Paris Barclay         | Chris Collins                              |
| Neros Geschäft ist nach der Razzia in Gefahr. Die Sons organisieren die Totenwache für Opie. Jax und Chibs retten Emma Jean. Tara besucht Lyla, die versucht, ihre Trauer um Opie mit Alkohol und anderen Drogen zu betäuben. Während der Totenfeier prügeln sich Gemma und Tara mit Carla und Jax macht Nero ein Angebot. |           |                       |                   |                      |                                       |                       |                                            |
| 58 | 5         | Erpressung            | Orca Shrugged     | 9. Okt. 2012         | 19. Sep. 2014                         | Gwyneth Horder-Payton | Regina Corrado & Kurt Sutter               |
| Jax und die Sons bieten Bürgermeister Hale ein Geschäft an, um dessen Lagerhalle für Neros Escortservice mieten zu können. Außerdem verschafft sich Jax den Respekt der Iren. Die Sons lernen Venus van Dam kennen, die besonders Tig fasziniert. Tara versucht, Tigs Bisswunde zu nähen, schafft es aber noch nicht. Die Ehefrau von Sheriff Roosevelt wird von der Einbrecherbande, die Charming unsicher macht, angeschossen, als sie versucht, sich gegen die Eindringlinge zu wehren. |           |                       |                   |                      |                                       |                       |                                            |
| 59 | 6         | Tödliche Eifersucht   | Small World       | 16. Okt. 2012        | 20. Sep. 2014                         | Adam Arkin            | Roberto Patino                             |
| Mrs. Roosevelt erliegt ihrer Schussverletzung, ihr Tod bringt Sheriff Roosevelt zum Umdenken. Jax lässt über einen neuen Handel mit Pope abstimmen, das Ergebnis fällt denkbar knapp zu seinen Gunsten aus. Tara beginnt ehrenamtlich im Gefängnis zu arbeiten, um an Otto heranzukommen. Das Gespräch läuft nicht gut und Tara belügt Jax, als er sie danach fragt. Carla kidnappt Gemma und Nero und begeht dann vor deren Augen Selbstmord. Die Sons finden den Gefängniswärter, der Opies Tod zu verantworten hat, und nehmen blutige Rache. |           |                       |                   |                      |                                       |                       |                                            |
| 60 | 7         | In die Falle gelockt  | Toad’s Wild Ride  | 23. Okt. 2012        | 26. Sep. 2014                         | Peter Weller          | Kurt Sutter & Chris Collins                |
| Die Überfälle stellen sich als von Clay organisiert heraus, der damit Jax schaden will. Er spekuliert auf seine Rückkehr auf den Präsidentenposten heraus. Der Tod von Rita Roosevelt stellt Clay jedoch vor große Probleme. Gemma lässt sich von ihrem One-Night-Stand ausrauben, während Unser Jax und Bobby von seinem Verdacht die Überfälle betreffend erzählt. Clay stellt seinen Komplizen eine Falle und erschießt gemeinsam mit Unser Greg und Gogo. Jax und Chibs werden auf der Straße beschossen, während Gemma unter Drogeneinfluss mit ihren Enkeln einen Autounfall hat. |           |                       |                   |                      |                                       |                       |                                            |
| 61 | 8         | Geiselnahme           | Ablation          | 30. Okt. 2012        | 26. Sep. 2014                         | Karen Gaviola         | Mike Daniels                               |
| Clay lügt Jax über die Ursache des Autounfalls an und schiebt die Schuld Pope zu. Juice wird abermals von Sheriff Roosevelt unter Druck gesetzt. Jax trifft sich mit Pope, der klarmacht, dass die Angriffe nicht von ihm befohlen wurden. Juice redet sich bei Clay alles von der Seele und gibt den Mord an Miles zu. Jax rächt sich an seinem Angreifer, der aber nichts von einem Angriff auf Gemma weiß, was Jax misstrauisch werden lässt. Frankie kidnappt Lyla und Nero um Geld zu erpressen, belastet Clay und schießt Lyla ins Bein. Nero redet Jax ins Gewissen und erzählt ihm die Wahrheit über Gemmas Autounfall. |           |                       |                   |                      |                                       |                       |                                            |
| 62 | 9         | Parfüm                | Andare Pescare    | 6. Nov. 2012         | 27. Sep. 2014                         | Billy Gierhart        | Liz Sagal & Kurt Sutter                    |
| Jax hat eine Spur zu Frankie und der Club bestimmt einstimmig, ihn zu töten, sollten sie ihn finden. Das kann Jax aber nicht zulassen, da er Frankie gegen den Verräter im Club bei Roosevelt eintauschen will. Frankie wird dann, kaum gefunden, von Leo erschossen, erzählt vorher aber noch Juice die Wahrheit über die Überfälle. Tara besucht Otto noch einmal und versucht ihn dazu zu bringen, seine Aussage zu widerrufen. Jax trifft sich mit Roosevelt und zeigt ihm Frankies Leiche und sagt ihm, dass er selbst darauf gekommen ist, wer der Verräter ist. |           |                       |                   |                      |                                       |                       |                                            |
| 63 | 10        | Versprechen           | Crucifixed        | 13. Nov. 2012        | 3. Okt. 2014                          | Guy Ferland           | Kem Nunn                                   |
| Roosevelt lässt Juice von zwei Polizisten auf Revier bringen, um ihm zu sagen, dass Jax über den Verrat weiß. Chibs wird in die Vorgänge im Club eingeweiht und offenbart im Gegenzug Juices Geheimnis. Tara bekommt das Angebot sich in einer Praxis niederzulassen. Juice stellt sich Jax und geht einen Deal mit ihm ein: Er hilft, Clay endgültig aus dem Weg zu schaffen, dafür kommt Juices Verrat nicht auf den Tisch. Die Sons gehen auf die Jagd nach Opies Mörder, dabei stellt sich heraus, dass eine alte Allianz zerbrechen könnte, wenn Jax auf Rache besteht. Clay spricht mit Romeo und Luis über das RICO-Verfahren. Otto bringt eine Krankenschwester um, um aus dem RICO-Verfahren herauszufallen.                             |           |                       |                   |                      |                                       |                       |                                            |
| 64 | 11        | Ausstieg              | To Thine Own Self | 20. Nov. 2012        | 3. Okt. 2014                          | Paris Barclay         | Mike Daniels, John Barcheski & Kurt Sutter |
| Jax gerät zunehmend unter Zeitdruck, er braucht die Dokumente aus dem Safe, um Clays Schuld beweisen zu können. Nero hat Ärger mit seiner alten Gang. Happy kriegt bei einem fehlgeschlagenen Waffenhandel einen Streifschuss ab. Jax wird von Romeo und Luis entführt, Clay kommt hinter Jax’ Plan und bringt die Papiere in Sicherheit. Der Vorschlag, aus Waffen- und Drogenhandel auszusteigen, wird vom Club einstimmig angenommen. |           |                       |                   |                      |                                       |                       |                                            |
| 65 | 12        | Ende einer Ära        | Darthy            | 27. Nov. 2012        | 4. Okt. 2014                          | Peter Weller          | Chris Collins & Kurt Sutter                |
| Clay gesteht dem Club, dass er hinter den Überfällen steckte. Die Mitglieder beschließen seinen Ausschluss aus dem Club, seine Ermordung wird von Bobby abgelehnt, der Jax anschließend ins Gewissen redet. Tara wird von der Polizei befragt, Jax trifft sich in der Zwischenzeit mit Pope. Romeo und Luis mischen sich in den Deal mit den Iren ein, was den Club in akute Gefahr bringt. Die Iren entführen Wendy und Lee Toric besucht Tara im Krankenhaus. Clay will das Waffengeschäft mit den Iren übernehmen und versucht Tig als Partner zu gewinnen. Jax setzt Wendy unter Drogen, um sie davon abzuhalten, zu den Behörden zu gehen und ihm Abel zu nehmen.                                                                            |           |                       |                   |                      |                                       |                       |                                            |
| 66 | 13        | Verrat                | J’ai Obtenu Cette | 4. Dez. 2012         | 4. Okt. 2014                          | Kurt Sutter           | Kurt Sutter & Chris Collins                |
| Jax verhandelt mit Pope die Konditionen zur Auslieferung von Tig, Clay bereitet seine Abreise nach Belfast vor. Die Sons helfen Nero bei einem Revierproblem. Um nicht aussagen zu können, beißt sich Otto die Zunge ab. Gemma droht Tara für den Fall, dass sie Charming mit den Kindern verlässt, doch Tara zeigt sich unbeeindruckt. Jax liefert Tig zum Schein an Pope aus, bringt seine Bodyguards um und ermöglicht dann Tig Rache an Pope zu nehmen. Dann schiebt er die Morde Clay in die Schuhe. Tara stellt Jax vor vollendete Tatsachen: Sie wird nach Oregon gehen und die Kinder mitnehmen. Sheriff Roosevelt verhaftet sie allerdings noch am gleichen Abend wegen Beihilfe zum Mord. Bobby wirft den Posten als Vizepräsident hin. |           |                       |                   |                      |                                       |                       |                                            |

## Staffel 6
Die Erstausstrahlung der sechsten Staffel war vom 10. September bis zum 10. Dezember 2013 auf dem US-amerikanischen Kabelsender FX zu sehen. Die deutschsprachige Erstausstrahlung sendete der deutsche Free-TV-Sender ProSieben Maxx vom 13. Februar bis zum 1. Mai 2015.
| Nr. (ges.) | Nr. (St.) | Deutscher Titel       | Originaltitel       | Erstausstrahlung USA | Deutschsprachige Erstausstrahlung (D) | Regie                 | Drehbuch                                    |
| ---------- | --------- | --------------------- | ------------------- | -------------------- | ------------------------------------- | --------------------- | ------------------------------------------- |
| 67         | 1         | Amok                  | Straw               | 10. Sep. 2013        | 13. Feb. 2015                         | Paris Barclay         | Kurt Sutter                                 |
| 68         | 2         | Tatwaffe              | One One Six         | 17. Sep. 2013        | 20. Feb. 2015                         | Peter Weller          | Chris Collins & Adria Lang                  |
| 69         | 3         | Buße                  | Poenitentia         | 24. Sep. 2013        | 27. Feb. 2015                         | Guy Ferland           | Charles Murray & Kurt Sutter                |
| 70         | 4         | Erlösung              | Wolfsangel          | 1. Okt. 2013         | 6. März 2015                          | Billy Gierhart        | Kurt Sutter & Kem Nunn                      |
| 71         | 5         | Denkzettel            | The Mad King        | 8. Okt. 2013         | 13. März 2015                         | Gwyneth Horder-Payton | Chris Collins, Roberto Patino & Kurt Sutter |
| 72         | 6         | Korrupte Cops         | Salvage             | 15. Okt. 2013        | 20. März 2015                         | Adam Arkin            | Mike Daniels & Kurt Sutter                  |
| 73         | 7         | Befreiungsaktion      | Sweet and Vaded     | 22. Okt. 2013        | 27. März 2015                         | Paris Barclay         | Kurt Sutter & Adria Lang                    |
| 74         | 8         | Schlagzeile           | Los Fantasms        | 29. Okt. 2013        | 3. Apr. 2015                          | Peter Weller          | Roberto Patino & Kurt Sutter                |
| 75         | 9         | Wahrheit              | John 8:32           | 5. Nov. 2013         | 3. Apr. 2015                          | Guy Ferland           | Kem Nunn & Kurt Sutter                      |
| 76         | 10        | Neue Feinde           | Huang Wu            | 12. Nov. 2013        | 10. Apr. 2015                         | Billy Gierhart        | Kurt Sutter & Charles Murray                |
| 77         | 11        | Massaker              | Aon Rud Persanta    | 19. Nov. 2013        | 17. Apr. 2015                         | Peter Weller          | Chris Collins & Kurt Sutter                 |
| 78         | 12        | Zeugenschutz          | You Are My Sunshine | 3. Dez. 2013         | 1. Mai 2015                           | Paris Barclay         | Kem Nunn & Mike Daniels & Kurt Sutter       |
| 79         | 13        | Bis zum Äußersten (1) | A Mother’s Work     | 10. Dez. 2013        | 1. Mai 2015                           | Kurt Sutter           | Kurt Sutter & Chris Collins                 |

## Staffel 7
Die Erstausstrahlung der siebten Staffel war vom 9. September bis zum 9. Dezember 2014 auf dem US-amerikanischen Kabelsender FX zu sehen. Die deutschsprachige Erstausstrahlung sendete der deutsche Free-TV-Sender ProSieben Maxx ab dem 23. Dezember 2015.
| Nr. (ges.) | Nr. (St.) | Deutscher Titel         | Originaltitel               | Erstausstrahlung USA | Deutschsprachige Erstausstrahlung (—) | Regie          | Drehbuch                                    |
| ---------- | --------- | ----------------------- | --------------------------- | -------------------- | ------------------------------------- | -------------- | ------------------------------------------- |
| 80         | 1         | Schwarzer Witwer        | Black Widower               | 9. Sep. 2014         | 23. Dez. 2015                         | Paris Barclay  | Kurt Sutter                                 |
| 81         | 2         | Gnadenlos               | Toil and Till               | 16. Sep. 2014        | 23. Dez. 2015                         | Billy Gierhart | Charles Murray & Kurt Sutter                |
| 82         | 3         | Monster                 | Playing with Monsters       | 23. Sep. 2014        | 23. Dez. 2015                         | Craig Yahata   | Peter Elkoff & Kurt Sutter                  |
| 83         | 4         | Blutbad                 | Poor Little Lambs           | 30. Sep. 2014        | 24. Dez. 2015                         | Guy Ferland    | Kem Nunn & Kurt Sutter                      |
| 84         | 5         | Gegenschlag             | Some Strange Eruption       | 7. Okt. 2014         | 24. Dez. 2015                         | Peter Weller   | Roberto Patino & Kurt Sutter                |
| 85         | 6         | Vertrauensbeweis        | Smoke ’em if You Got ’em    | 14. Okt. 2014        | 24. Dez. 2015                         | Guy Ferland    | Mike Daniels & Kurt Sutter                  |
| 86         | 7         | Greensleeves            | Greensleeves                | 21. Okt. 2014        | 24. Dez. 2015                         | Paris Barclay  | Gladys Rodriguez, Josh Botana & Kurt Sutter |
| 87         | 8         | Selbstzerstörung        | The Separation of Crows     | 28. Okt. 2014        | 25. Dez. 2015                         | Charles Murray | Peter Elkoff, John Barcheski & Kurt Sutter  |
| 88         | 9         | Doppeltes Spiel         | What a Piece of Work is Man | 4. Nov. 2014         | 25. Dez. 2015                         | Peter Weller   | Mike Daniels, Roberto Patino & Kurt Sutter  |
| 89         | 10        | Kindermund              | Faith and Despondency       | 11. Nov. 2014        | 25. Dez. 2015                         | Paris Barclay  | Kem Nunn, Gladys Rodriquez & Kurt Sutter    |
| 90         | 11        | Familienangelegenheiten | Suits of Woe                | 18. Nov. 2014        | 25. Dez. 2015                         | Peter Weller   | Peter Elkoff, Mike Daniels & Kurt Sutter    |
| 91         | 12        | Rosengarten             | Red Rose                    | 2. Dez. 2014         | 26. Dez. 2015                         | Paris Barclay  | Kurt Sutter & Charles Murray                |
| 92         | 13        | Vermächtnis             | Papa’s Goods                | 9. Dez. 2014         | 26. Dez. 2015                         | Kurt Sutter    | Kurt Sutter                                 |